# Solovîci, Turiisk
Solovîci (în ucraineană Соловичі) este localitatea de reședință a comunei Solovîci din raionul Turiisk, regiunea Volînia, Ucraina.

## Demografie
Componența lingvistică a localității Solovîci
     Ucraineană (98,47%)
     Rusă (1,02%)
     Alte limbi (0,51%)
Conform recensământului din 2001, majoritatea populației localității Solovîci era vorbitoare de ucraineană (98,47%), existând în minoritate și vorbitori de rusă (1,02%).